# Unified Energy System
Unified Energy System oder kurz UES (russisch РАО Единая энергетическая система России, Kurzform РАО ЕЭС России)/ RAO Jedinaja energetitscheskaja sistema Rossii (Kurzform RAO JeES Rossii) war bis zu ihrer im Juni 2008 abgeschlossenen Aufsplittung eine im Energiesektor tätige russische Firmengruppe mit Sitz in Moskau.

## Beschreibung
UES beschäftigte rund 577.000 Mitarbeiter weltweit (Stand: 2005). Geschäftsführer war bis zuletzt Anatoli Borissowitsch Tschubais. Das Unternehmen verkaufte Elektrizität an seine Kunden. UES betrieb in Russland mehrere Kraftwerke.

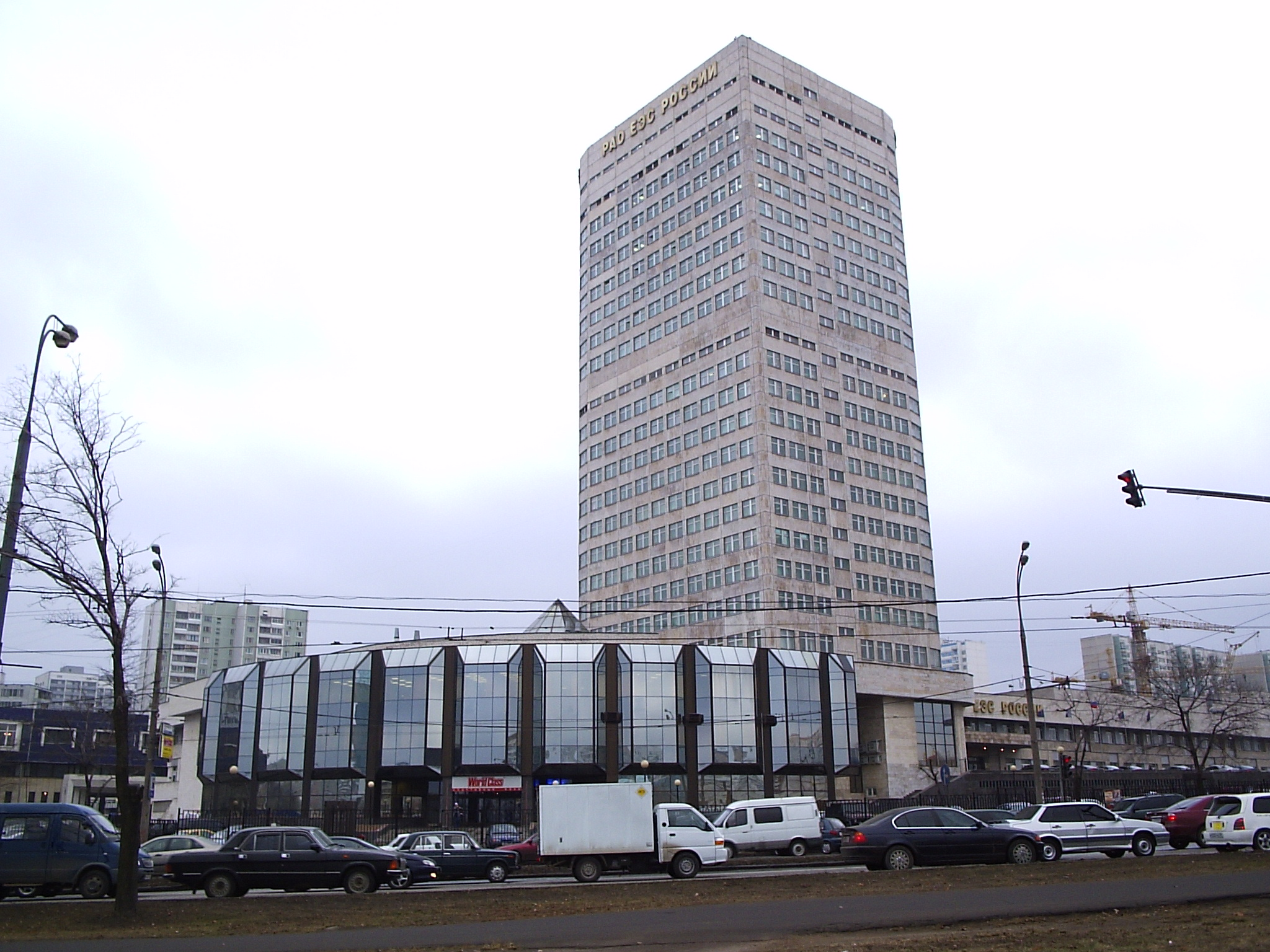
Hauptsitz in Moskau

Die Gruppe produzierte nach Firmenangaben in den Kraftwerken des Unternehmens rund 70 % der in Russland hergestellten Elektrizität und besaß 96 % der Hochspannungsrasterfelder sowie über 70 % der Durchleitungsstromkabel in Russland.
Das Unternehmen exportierte Strom, wobei Skandinavien und die Nachfolgestaaten der Sowjetunion zu den Hauptabnehmern gehörten.
Zum Energieversorger gehörten 70 verschiedene Energietochterunternehmen und mehr als 40 Kraftwerke. Zu UES gehörten zu 100 % auch die Elektrizitätstransportunternehmen OAO Federal Grid Company und OAO SO-CDA (System Operator - Centralized Dispatching Administration).
UES gehörte zu über 50 % dem russischen Staat. Der Rest des Unternehmensanteils wurde von verschiedenen kleineren Aktienanteilsbesitzern gehalten.

## Reform
Das Unternehmen befand sich seit 2002 in einem Umstrukturierungsprozess, welcher eine stärkere Privatisierung zum Ziel hatte, um weitere finanzielle Mittel von Privatinvestoren aufzubringen.
Zum 30. Juni 2008 wurde UES als Unternehmen aufgelöst, nachdem es bis dahin in 23 eigenständige Versorgungsunternehmen aufgeteilt wurde, davon 21 private. Diese Reform sollte den russischen Strommarkt weiter liberalisieren.
Im Zuge der Privatisierung war ursprünglich geplant, die Wasserkraftwerke – wie die Kernkraftwerke – in einer Staatsholding zusammenzufassen. Die Aufspaltung von UES verlief aber sehr zögerlich. Die Börsengänge wurden von der internationalen Finanzkrise überschattet. Größtes Folgeunternehmen von UES wurde RusHydro, dem 2009 auf dem Höhepunkt der Krise als einzigem russischen Unternehmen der Gang an die Börse gelang, wobei der staatliche Anteil der Aktien bei einer Mehrheit von 58 % blieb.